# Блум, Джордж
Джордж Блум (англ. George Blum) (1870, Париж, Франция — 1928, Нью-Йорк, США). Известный американский архитектор еврейского происхождения.

## Биография
Джордж Блум родился во Франции и получил образование в Школе Изящных Искусств в Париже, Франция. Основал вместе со своим братом Эдвардом Блумом известную нон-конформистскую архитектурную фирму в Нью-Йорке в начале ХХ-го столетия.